# Ross-fóka
A Ross-fóka (Ommatophoca rossii) egy antarktiszi ragadozó, a fókafélék (Phocidae) családjába tartozik. Rendszertani nemének egyetlen faja. A legkésőbben leírt fókafaj, csak 1945-ben látták először.

## Előfordulása
Az Antarktisz parti vizek jégmezőinek peremén él.

## Megjelenése
Testhossza 1,7–2,1 méter között változik, testsúlya 130–210 kilogramm, a nőstények kicsit nagyobbak mint a hímek.

## Életmódja
Fejlábúakkal, halakkal és krillel táplálkozik.

## Szaporodása
A nőstény a jégtáblákon hozza világra egyetlen utódját, melynek hossza körülbelül 1 méter, és a születése után pár órával már önállóan tud úszni.

## Külső hivatkozások
- A faj szerepel a Természetvédelmi Világszövetség Vörös Listáján. IUCN. (Hozzáférés: 2009. szeptember 20.)